# هيلما فان دن بيرغ
هيلما فان دن بيرغ (بالهولندية: Helma Everdina van den Berg) هي لغوية ومترجمة هولندية، ولدت في 26 مايو 1965 في فينندال في هولندا، وتوفيت في 11 نوفمبر 2003 في دربند في روسيا.